# Слобідсько-українська міліція (1806—1807)

Слобідсько-Українська міліція 1806 —1807 років — тимчасове міліційне військове формування в Російській імперії, було частиною земського війська скликаного в 1806 році в зв’язку з тяжким становищем імперської армії під час Війни четвертої коаліції проти Наполеона І, та можливістю вторгнення французьких військ в кордони Російської імперії. Після укладання Тільзитського миру 1807 року земське військо було розформовано.

## Історія заснування
У 1806 році, Російська імперія опинилася в стані ведення двох війн. В центральній та західній Європі розгорнулася Війна четвертої коаліції,  де проти Французької імперії, та її сателітів воювала коаліція великих держав (Британська імперія, Королівство Пруссія, Російська імперія). Майже в той же час Росія вела війну на Кавказі та в південно-східній Європі Російсько-турецьку війну. В цьому становищі, за умови успішних дій армії французького імператора Наполеона І, російський імператор Олександр І 3 грудня 1806 року оголошує маніфест, яким скликає Земське військо (міліцію) в губерніях Російської імперії силами місцевих шляхетських органів самоврядування. 
«…примушують Нас надатися до сильніших засобів для відвертання її зробивши місцеві тимчасові ополчення чи міліції, готові усюди та миттєво  на підкріплення армій регулярних , та маюча змогу надати супротивнику на кожному кроці не переборні сили у вірних синах батьківщини з’єднаних на оборону коштовних своїх вигод…» 
 (Олександр І)

## Підпорядкування та структура міліції
Російська імперія, для упорядкованого формування Земського війська, була поділена на сім областей (округів). Слобідсько-Українська губернія разом з Орловською, Курською та Воронізькою губерніями входили до V-ї області. Норма набраних ополченців для Слобідсько-Української губернії налічувала 15000 осіб.

10 грудня 1806 року Сенатом було призначено головнокомандувача ополчення V області, їм став генерал граф Олексій Григорович Орлов-Чесменський. 
 Командувача губернської міліції обрала сама місцева шляхта губернії. Також місцеве шляхетство обрало поміж собою повітових командувачів міліції, тисячних керівників та інших урядників. 
 Рядових ополченців брали з державних та власницьких селян віком від 17 до 50 років. 
- Губернський командувач міліції – генерал-майор Олексій Іванович Корсаков
  - Харківський повітовий командувач міліції – Квітка Андрій Федорович
    - 1-й тисячний керівник (збір в м.Харків) – Познанський Іона
    - 2-й тисячний керівник (збір в м.Золочів) – Попура Максим

  - Сумський повітовий командувач міліції – граф Голіцин Михайло
    - Тисячний керівник (збір в с.Воронівка) – Куколь-Яснопольський Микола

  - Охтирський повітовий командувач міліції – Кондратьєв Микола
    - 1-й тисячний керівник (збір в сл.Боромля) – Чемоданов Семен
    - 2-й тисячний керівник (збір в м.Охтирка) – Власов Василь

  - Богодухівський повітовий командувач міліції – Боярський Іван
    - Тисячний керівник (збір в м.Богодухів) – Лісницький Данило

  - Зміївський повітовий командувач міліції – граф Девієр Михайло Петрович
    - Тисячний керівник (збір в м.Зміїв) – Бедряга Михайло

  - Куп’янський повітовий командувач міліції – Тихоцький Іван
    - Тисячний керівник  – Еллі Август

  - Вовчанський повітовий командувач міліції – Донець-Захаржевський Володимир Якович
    - Тисячний керівник  – Бекарюков Василь

  - Ізюмський повітовий командувач міліції – Норов Олександр
    - 1-й тисячний керівник (збір в сл.Ізюм) – Двигубський Олексій
    - 2-й тисячний керівник (збір в м.Слов’янськ) – Арцибашов Петро

  - Лебединський повітовий командувач міліції – Красовський Олександр
    - Тисячний керівник (збір в м.Зміїв) – Тимченко-Рубан Василь

## Однострій

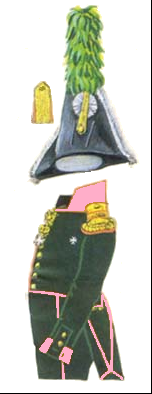
Однострій губернського командувача Слобідсько-Української губернії

Однострій офіцерів міліції, був такого ж темно-зеленого кольору як й інших ополченців Земського війська, але була різниця в кольорі комірів, обшлагів та кантів. У Слобідсько-Української міліції, як частини V-ї області, був рожевий колір. Звичайні ополченці ходили в звичайному селянському одязі.

## Формування стрілецьких батальйонів
В березні 1807 року находить наказ сформувати з ополченців  в кожної губернії стрілецькі батальйони по 600 ополченців для поповнення армії. Такий батальйон був сформований на базі губернської міліції, керівником його став майор Семен Чемоданов, колишній тисяцький Охтирської повітової міліції. Стрільцям новоутворених батальйонів надано нові однакові однострої: кафтан, панталони, шинелі темно-зеленого та сірого сукна, також чорні пояркові чако з лакованими козирками. Чако були прикрашені кокардами з чорно-помаранчевою стрічкою. 
Слобідсько-Український батальйон разом з іншими батальйонами було направлене до Мінську.

## Скасування міліції
27 червня був укладений Тільзитський мир. 27 вересня вийшов  маніфест зо скасував Земське військо, разом зі Слобідсько-Українською міліцією. Незважаючи на це, частина службовців, не була демобілізована, а переведена до  рекрутів. 
 Були проведені нагородження  Медаллю «Земському війську», та персональными нагородами. Головнокомандувач міліцією області, граф Орлов-Чесменський був нагороджений орденом Святого Володимира 1-го ступеню. Також колишнім ополченцям, було дозволено й надалі використовувати мундири міліції.

## Чисельність
- Слобідсько-Українська губернія – 15 000 о.
  - Харківський повіт – 1706 о.
  - Валківський повіт – 1176 о.
  - Богодухівський повіт – 1408 о.
  - Охтирський повіт – 1499 о.
  - Лебединський повіт – 1627 о.
  - Сумський повіт – 1802 о.
  - Вовчанський повіт – 1258 о.
  - Зміївський повіт – 1451 о.
  - Куп'янський повіт – 1310 о.
  - Ізюмський повіт – 1769 о.